# Лилово
Ли́лово (рос. Лылово) — селище у складі Гайського міського округу Оренбурзької області, Росія.
Стара назва — Пилов.

## Населення
Населення — 296 осіб (2010; 362 у 2002).
Національний склад (станом на 2002 рік):
- росіяни — 67 %